# Noriense
| Era Eratema | Periodo Sistema | Época Serie         | Edad Piso              | Inicio, en millones de años |
| ----------- | --------------- | ------------------- | ---------------------- | --------------------------- |
| Mesozoico   | Cretácico       | Cretácico           | Cretácico              | 143,1                       |
| Mesozoico   | Jurásico        | Jurásico            | Jurásico               | 201,4±0,2                   |
| Mesozoico   | Triásico        | Superior / Tardío   | Rhaetiense Rhaetiano   | 205,7                       |
| Mesozoico   | Triásico        | Superior / Tardío   | Noriense Noriano       | 227,3                       |
| Mesozoico   | Triásico        | Superior / Tardío   | Carniense Carniano     | ~235                        |
| Mesozoico   | Triásico        | Medio               | Ladiniense Ladiniano   | 241,464 ± 0,28              |
| Mesozoico   | Triásico        | Medio               | Anisiense Anisiano     | 246,7                       |
| Mesozoico   | Triásico        | Inferior / Temprano | Olenekiense Olenekiano | 249,9                       |
| Mesozoico   | Triásico        | Inferior / Temprano | Induense Induano       | 252,2±0,5                   |

El Noriense o Noriano es el segundo piso y edad del Triásico Superior/Tardío en la escala temporal geológica. Sucede al Carniense y precede al Rhaetiense. Se inició hace unos 227,3 millones de años y terminó hace unos 205,7 millones de años.
El Noriense se introdujo en la literatura científica por el geólogo y paleontólogo austrohúngaro  Edmund von Mojsisovics en 1869. Recibe su nombre de la antigua provincia romana de Noria, al sur del Danubio, que incluía el área de Hallstatt (Austria).

## Sección estratotipo y punto de límite global (GSSP)
La sección estratotipo y punto de límite global (GSSP) para la base del Noriense está pendiente de definir por la Comisión Internacional de Estratigrafía. El marcador provisional de la base del piso es la base de la zona de amonites Stikinoceras kerri y cerca de la primera aparición del conodonto Metapolygnathus echinatus (dentro de la zona M. communisti).
El techo del Noriense se define por la base del Rhaetiense, cuyo GSSP también está pendiente de definir, que se caracteriza por la primera aparición del amonites Cochloceras, de los conodontos Misikella spp. y Epigondolella mosheri y el radiolario Proparvicingula moniliformis.

## Fauna del Noriense

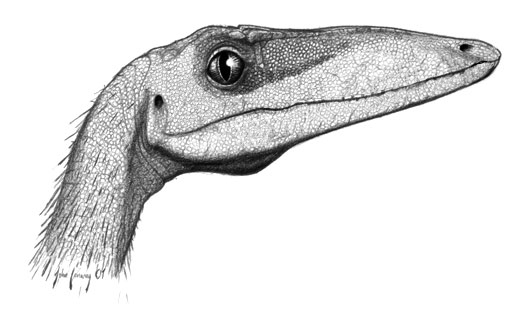
Coelophysis